# Liste der Biografien/Menk
Liste der Biografien |
Portal Biografien |
Personensuche
# |
A |
B |
C |
D |
E |
F |
G |
H |
I |
J |
K |
L |
M |
N |
O |
P |
Q |
R |
S |
T |
U |
V |
W |
X |
Y |
Z |
?
 
Ma |
Mb |
Mc |
Md |
Me |
Mf |
Mg |
Mh |
Mi |
Mj |
Mk |
Ml |
Mm |
Mn |
Mo |
Mp |
Mq |
Mr |
Ms |
Mt |
Mu |
Mv |
Mw |
Mx |
My |
Mz
 
Mea–Mee |
Mef |
Meg |
Meh |
Mei |
Mej |
Mek |
Mel |
Mem |
Men |
Meo |
Mep |
Mer |
Mes |
Met |
Meu |
Mev |
Mew |
Mex |
Mey |
Mez
 
Mena |
Menc |
Mend |
Mene |
Menf |
Meng |
Menh |
Meni |
Menj |
Menk |
Menl |
Menn |
Meno |
Menr |
Mens |
Ment |
Menu |
Menv |
Menw |
Meny |
Menz
Die Liste der Biografien führt alle Personen auf, die in der deutschsprachigen Wikipedia einen Artikel haben. Dieses ist eine Teilliste mit 69 Einträgen von Personen, deren Namen mit den Buchstaben „Menk“ beginnt.

## Menk
- Menk, Gerhard (1946–2019), deutscher Archivar und Historiker
- Menk, Ismail ibn Musa (* 1975), islamischer Gelehrter aus Simbabwe
- Menk, Renate (* 1948), deutsche Juristin, Richterin und Gerichtspräsidentin

### Menka
- Menka, ägyptische Königin
- Menka, ägyptischer Wesir
- Menkare, altägyptischer König der 8. Dynastie
- Menkauhor, altägyptischer König der 5. Dynastie (um 2414 – um 2405 v. Chr.)

### Menke
- Menke, Albert Ernest (* 1858), deutscher Chemiker und Professor für agrarwirtschaftliche und organische Chemie
- Menke, Albrecht (1934–2017), deutscher Verwaltungsjurist
- Menke, Andreas (* 1977), deutscher Psychiater, Professor und Autor
- Menke, Bernhard (1876–1929), deutscher Politiker (USPD, SPD), MdL
- Menke, Bettine (* 1957), deutsche Literaturwissenschaftlerin und Hochschullehrerin
- Menke, Carl (* 1906), deutscher Hockeyspieler
- Menke, Christoph (* 1958), deutscher Philosoph und Germanist
- Menke, Friedrich (* 1931), deutscher Politiker (CDU), MdBB
- Menke, Frl. (* 1960), deutsche SängerinFrl. Menke (* 1960)

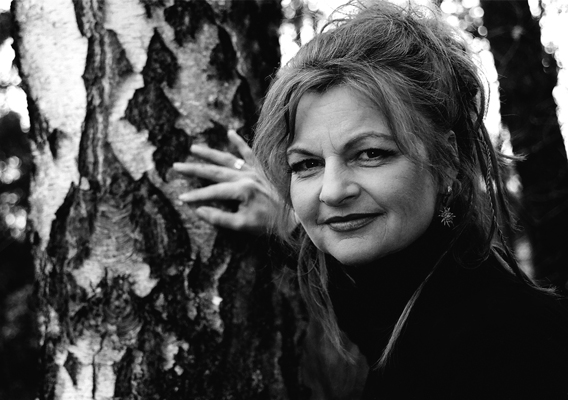
Frl. Menke (* 1960)

- Menke, Holger (* 1972), deutscher Handballspieler
- Menke, Hubertus (1941–2025), deutscher Germanist
- Menke, Joe (1925–2001), deutscher Musikproduzent
- Menke, Johan-Michel (* 1977), deutscher Rechtsanwalt und Fachanwalt für Arbeitsrecht
- Menke, Johannes (* 1972), deutscher Musiktheoretiker, Hochschullehrer und Komponist
- Menke, Josef (1899–1975), deutscher Politiker (CDU), MdB
- Menke, Josef (1905–1996), deutscher Polizeibeamter und SS-Führer
- Menke, Josef (* 1959), deutscher Fußballspieler
- Menke, Josef Ferdinand (1913–1995), deutscher Ingenieur und Physiker, Spezialist für Infrarot-Technologie
- Menke, Karl Theodor (1791–1861), deutscher Arzt und Malakologe
- Menke, Karl-Heinz (1927–2025), deutscher Agrarwissenschaftler, Philosoph und Hochschullehrer
- Menke, Karl-Heinz (* 1950), deutscher Theologe, Priester und Seelsorger
- Menke, Khyde (* 1985), nauruischer Politiker
- Menke, Kurt (1921–1980), deutscher Kinderbuchautor
- Menke, Luca (* 2000), deutscher Fußballspieler
- Menke, Ludwig (1822–1882), deutscher Künstler und Zeichenlehrer
- Menke, Ludwig (1887–1982), deutscher Politiker (CDU), MdL
- Menke, Nina (* 1992), deutsche Rapperin und Laiendarstellerin
- Menke, Sally (1953–2010), US-amerikanische Filmeditorin
- Menke, Ulrich (* 1963), deutscher Verwaltungsjurist und politischer Beamter
- Menke, Werner (1907–1993), deutscher Interpret und Musikwissenschaftler
- Menke, Werner (* 1946), deutscher Biologe, Heimatkundler und Autor
- Menke, Wolfgang (* 1949), deutscher Sportmediziner und Hochschullehrer
- Menke-Glückert, Emil (1878–1948), deutscher Historiker, Hochschullehrer und Politiker
- Menke-Glückert, Peter (1929–2016), deutscher Ministerialbeamter
- Menke-Peitzmeyer, Jörg (* 1966), deutscher Theaterautor und Schauspieler
- Menke-Peitzmeyer, Michael (* 1964), deutscher römisch-katholischer Geistlicher
- Menkel, Hans (1907–1942), deutscher Tapezierer und Opfer der Judenverfolgung
- Menken, Adah Isaacs († 1868), US-amerikanische Schauspielerin, Malerin und Dichterin
- Menken, Alan (* 1949), US-amerikanischer KomponistAlan Menken (* 1949)

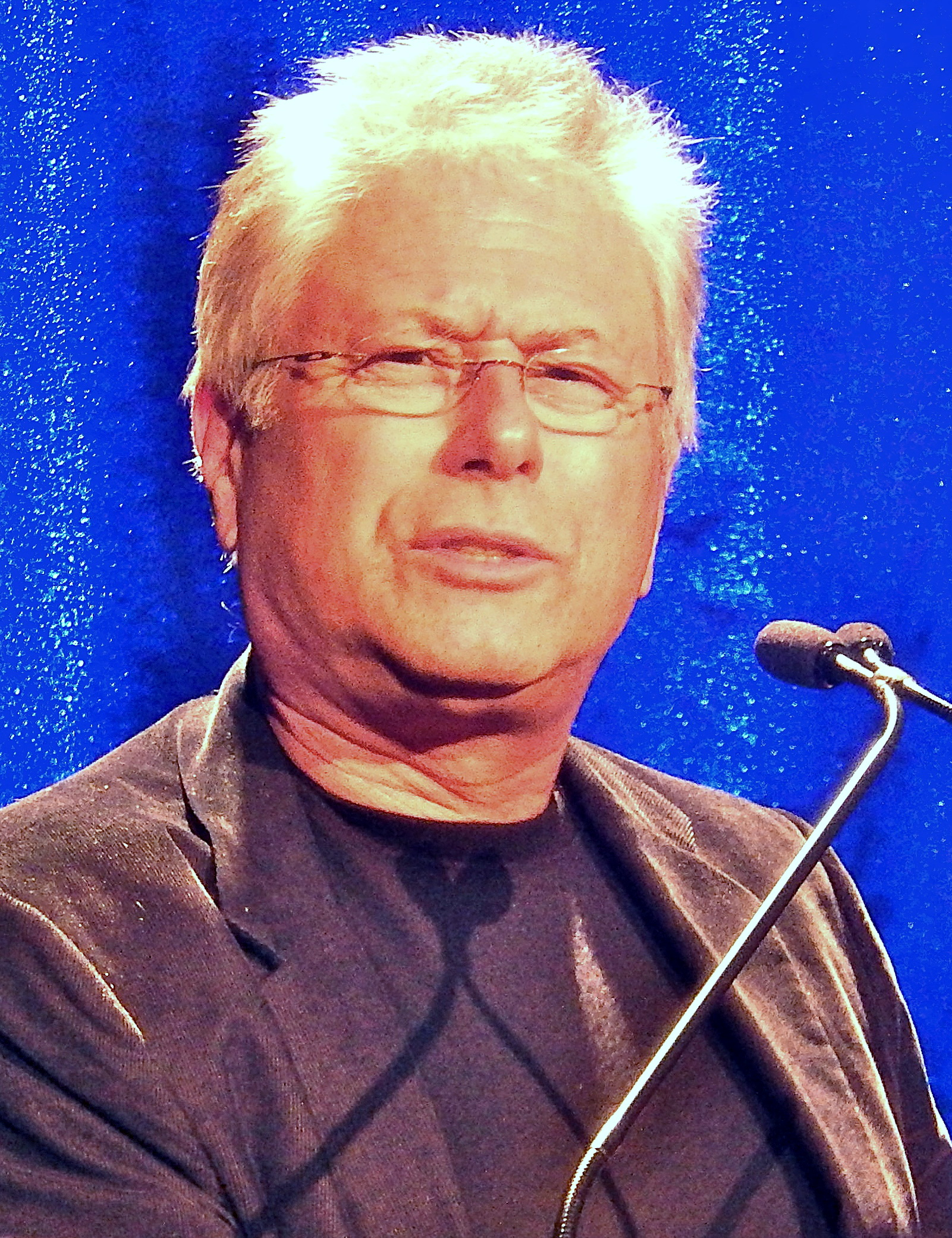
Alan Menken (* 1949)

- Menken, August (1858–1903), deutscher Architekt des Historismus
- Menken, Clemens (1812–1907), deutscher Jurist und Politiker (Zentrum), MdR
- Menken, Eugen (1929–2008), deutscher Amtsrichter
- Menken, Gottfried (1768–1831), deutscher protestantischer Pastor und Vertreter der Erweckungsbewegung
- Menken, Gottfried (1799–1838), deutscher Maler und Grafiker
- Menken, Helen (1901–1966), US-amerikanische Schauspielerin
- Menken, Johann Heinrich (1766–1838), deutscher Maler
- Menken, Marie (1909–1970), US-amerikanische Schriftstellerin, Journalistin und Filmemacherin
- Menken, Renate (* 1943), deutsche Apothekerin und Direktorin der Gesellschaft zur Beförderung gemeinnütziger Tätigkeit in Lübeck
- Menkens, Harm (1937–2019), deutscher Kapitän
- Menkens, Jakob (* 2003), deutscher Schauspieler
- Menker, Sara (* 1982), äthiopische Unternehmerin
- Menkes, Hermann (1869–1931), österreichischer Journalist und Schriftsteller
- Menkes, John Hans (1928–2008), US-amerikanischer Neurologe und Schriftsteller
- Menkes, Nina, US-amerikanische Filmemacherin
- Menkes, Suzy (* 1943), britische Journalistin
- Menkes, Zygmunt (1896–1986), polnisch-amerikanischer Maler und Bildhauer

### Menkh
- Menkhaus, Heinrich (* 1955), deutscher Rechtswissenschaftler und Professor für Japanisches Recht
- Menkhoff, Lukas (* 1958), deutscher Nationalökonom
- Menkhorst, Peter (* 1953), australischer Ökologe und Sachbuchautor

### Menki
- Menking, William (1947–2020), US-amerikanischer Architekt, Journalist und Architekturhistoriker

### Menko
- Menkouande, Evarist (* 1974), kamerunischer Fußballschiedsrichterassistent
- Menkow, Alexander Alexandrowitsch (* 1990), russischer Weitspringer